# Dhubri
Dhubri (o Dubri, Dhuburi) è una suddivisione dell'India, classificata come municipal board, di 63.965 abitanti, capoluogo del distretto di Dhubri, nello stato federato dell'Assam. In base al numero di abitanti la città rientra nella classe II (da 50.000 a 99.999 persone).

## Geografia fisica
La città è situata a 26° 1' 60 N e 89° 58' 0 E e ha un'altitudine di 23 m s.l.m.

## Società

### Evoluzione demografica
Al censimento del 2001 la popolazione di Dhubri assommava a 63.965 persone, delle quali 32.906 maschi e 31.059 femmine. I bambini di età inferiore o uguale ai sei anni, assommavano a 6.846, dei quali 3.519 maschi e 3.327 femmine. Infine, coloro che erano in grado di saper almeno leggere e scrivere erano 47.271, dei quali 26.104 maschi e 21.167 femmine.